# Pseudopostega sacculata
Pseudopostega sacculata là một loài bướm đêm thuộc họ Opostegidae. It known only từ tây nam Ecuador.
Chiều dài cánh trước khoảng 2.6 mm. Con trưởng thành bay vào tháng 1 và tháng 6.